# Титовское (Тверская область)
Титовское — деревня в Весьегонском муниципальном округе Тверской области.

## География
Деревня находится в северо-восточной части Тверской области на расстоянии приблизительно 13 км на юг-юго-запад по прямой от районного центра города Весьегонск.

## История
Впервые упоминается в 1540 года, как деревня дворцовой Шипинской волости. В 1646 году уже вотчинное село Елизария Матвеевича Нелединского с церковью Рождества Христова. На месте снесённой из-за ветхости деревянной церкви в 1880 годы была построена ныне не существующая часовня. Дворов было 4 (1859 год), 12 (1889), 21 (1931), 15 (1963), 8 (1993), 1 (2020),. До 2019 года входила в состав Ивановского сельского поселения до упразднения последнего.

## Известные уроженцы
- Епископ Иоанникий (Образцов)

## Население
Численность населения: 40 человек (1859 год), 58 (1889), 72 (1931), 48 (1963), 12 (1993), 1 (2020),, 6 (русские 100 %) в 2002 году, 1 в 2010.